# Thüringer Landessternwarte Tautenburg
Thüringer Landessternwarte (TLS) Karl Schwarzschild-Observatorium er et observatorium der har eksisteret siden 1960 som et institut under Deutschen Akademie der Wissenschaften zu Berlin, og ligger i nærheden af den lille by Tautenburg (10 kilometer nordøst for Jena), i Saale-Holzland-Kreis, i den tyske delstat Thüringen. i 1992 blev det et statsinstitut i Thüringen.
Det vigtigste astronomiske instrument i observatoriet er Alfred-Jensch-teleskopet, et 2-m-spejlteleskop fremstillet af Zeiss optik i Jena. Det er det største teleskop i Tyskland, og kan også som Schmidt kamera bruges til astrofotografi. 
Observatoriet opdagede 5. april 2005 en exoplanet ved stjernen HD 13189 og har dermed opnået international betydning.